# 安德丽·帕里西

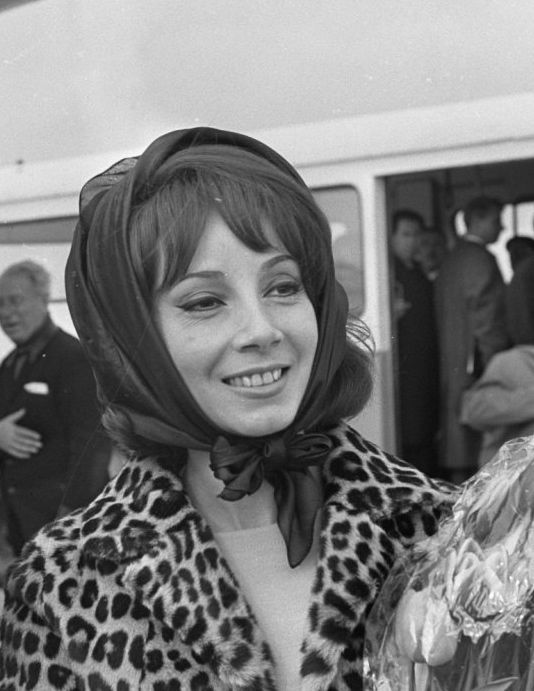
1967年的安德丽·帕里西

安德丽·帕里西（法語：Andrée Marcelle Henriette Parisy，1935年12月4日—2014年4月27日），是一名法国演员。她最有代表性的电影包括有《Babes a GoGo》、《小泳者》、《魂断梅耶林》等。
2014年4月27日去世，享年78岁。